# Francesc Tosquellas i Zamora
Francesc Tosquellas i Zamora (Reus, segle XIX) va ser un impressor català.
Amb la Revolució de Setembre de 1868, el jove Francesc Tosquellas va obrir una impremta a Reus al raval de Santa Anna número 34. Comença a tenir una activitat visible quan pel mes de febrer de 1869 continuà la impressió del periòdic La Redención del Pueblo, que fins aquell moment havia imprès Francesc Vidiella. Tosquellas, amb un préstec en diners de Güell i Mercader, va comprar, juntament amb altres socis, entre ells, l'oficial impressor Josep Pàmies, el taller i les màquines que Vidiella tenia al mateix raval de santa Anna, al número 60. Va mantenir els dos locals: el que ja tenia va dedicar-lo a la impressió de llibres, fulls volants i romanços, i el que van adquirir a Vidiella, com que hi havia maquinària per a imprimir periòdics, els socis van utilitzar-lo per aquesta funció.
Tosquellas va seguir amb la impressió de La Redención del Pueblo, un periòdic republicà federal, fundat i dirigit per Güell i Mercader. El primer de gener de 1869 va començar la impressió de La Antorcha del Trabajo, portaveu d'una entitat, "El Fomento Artístico", que agrupava sota aquest nom a membres del Partit Republicà Federal, i tenia la seu social al carrer de l'Hospital número 37. Pel novembre d'aquell any 1869 La Antorcha... va canviar el nom pel de Revista del Fomento Artístico, ja que el partit va sofrir una escissió entre moderats i exaltats, i els moderats van potenciar l'entitat "Fomento Artístico" on defensaven, a més del federalisme de clara tendència republicana, el cooperativisme i la classe obrera. El nou periòdic, imprès també per Tosquellas, informava de les activitats de la societat. L'anterior publicació va desaparèixer, i el cos de redacció va passar a la Revista.... Tosquellas, l'1 de juny de 1869 va imprimir el primer número de El Mosquito, una publicació satírica fundada i dirigida per Joaquim Maria Bartrina per combatre els articles que des de El Canta claro, un altre periòdic satíric d'ideologia conservadora, li dirigien els seus enemics polítics. El Mosquito va sortir fins al número 6, pel juliol de 1869, imprès sempre per Tosquellas. També pel juliol de 1869 va començar a imprimir El Farol, una altra publicació satírica de la que només se'n coneix el primer número.
Tosquellas era un federalista convençut i va ocupar alguns càrrecs al partit. Va treure al carrer diverses proclames de la Junta Revolucionària de Reus i un manifest, "Al Pueblo de Reus", en la solemne proclamació del matrimoni civil a la ciutat el 1870. Dels llibres que va editar, potser el més interessant és l'obra de primera joventut d'Eduard Toda: Poblet, descripción histórica, que imprimí el 1870. Van sortir dels seus obradors gran quantitat de romanços de cec, editats per encàrrec de Joan Grau, que venia a la seva llibreria "La Fleca", al carrer del metge Fortuny. Tosquellas va actuar com a impressor fins a la proclamació de la Primera República, el 1873, data a partir de la qual no es troben més impresos d'ell.